# ラフォグラム・フィルム
ラフォグラム・フィルム（Laugh-O-Gram Studio）は、ミズーリ州カンザスシティで1921年6月28日から1923年10月16日までの約2年運営されていた映画スタジオ。
アニメーションの黎明期にウォルト・ディズニーによって立ち上げられたこのスタジオでは、アブ・アイワークスらと共にサイレント映画を制作していた。このスタジオについて描いた作品に、ラフォグラム・フィルム時代のウォルトにスポットを当てた映像作品『As Dreamers Do』と『ミッキー誕生前のウォルト』（英題『Walt Before Mickey』）がある。

## 歴史

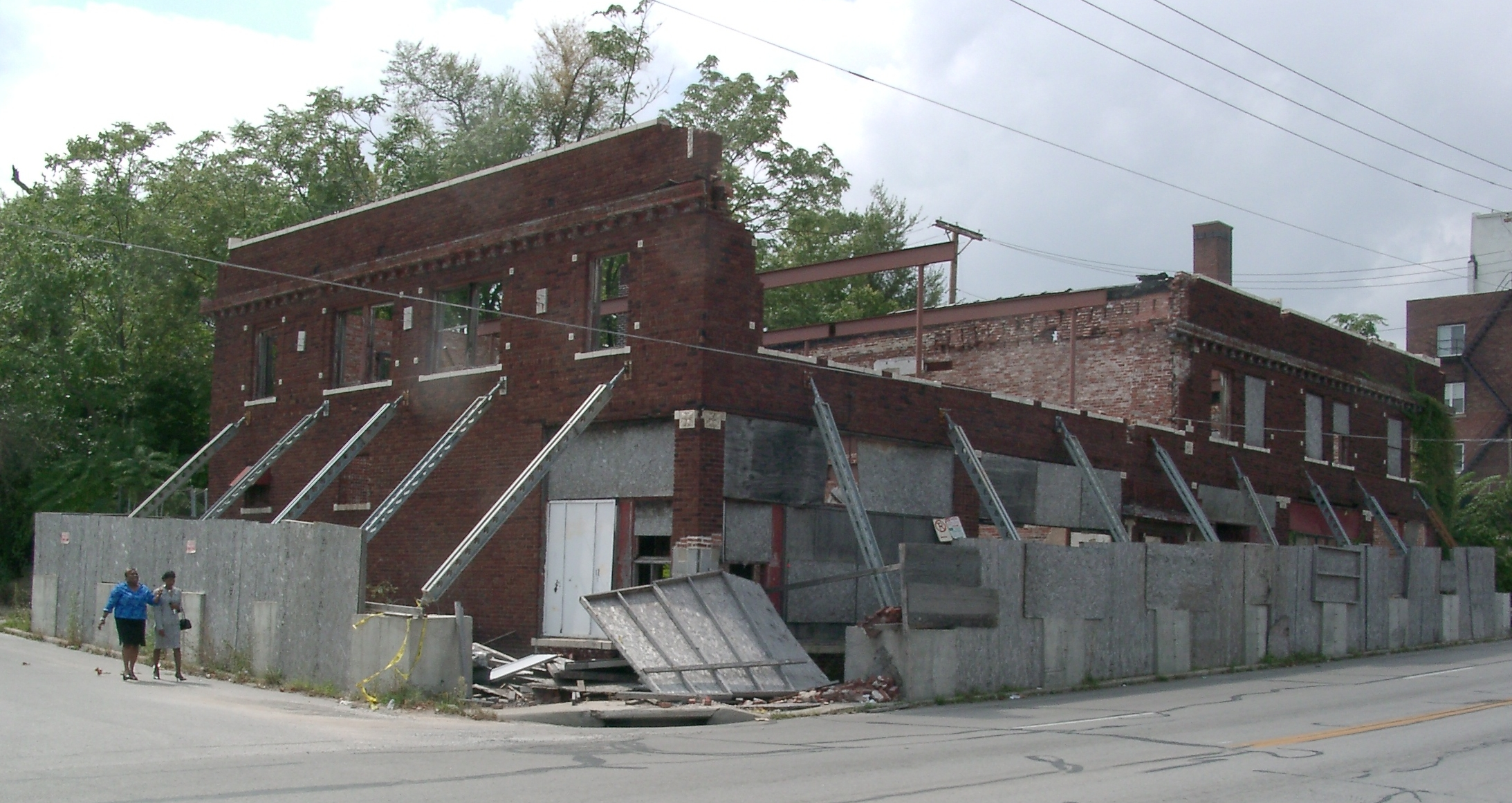
2004年に撮影された建物。

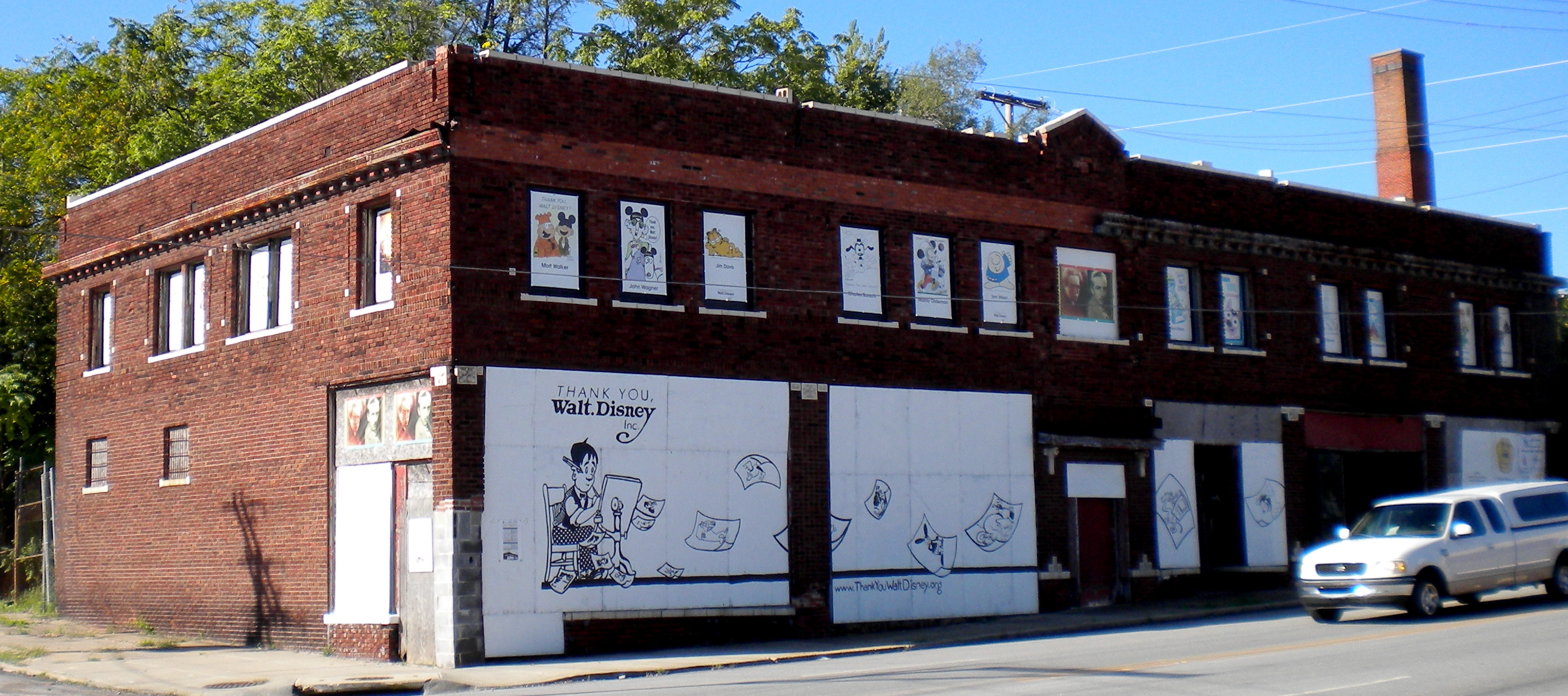
2010年に撮影された建物。

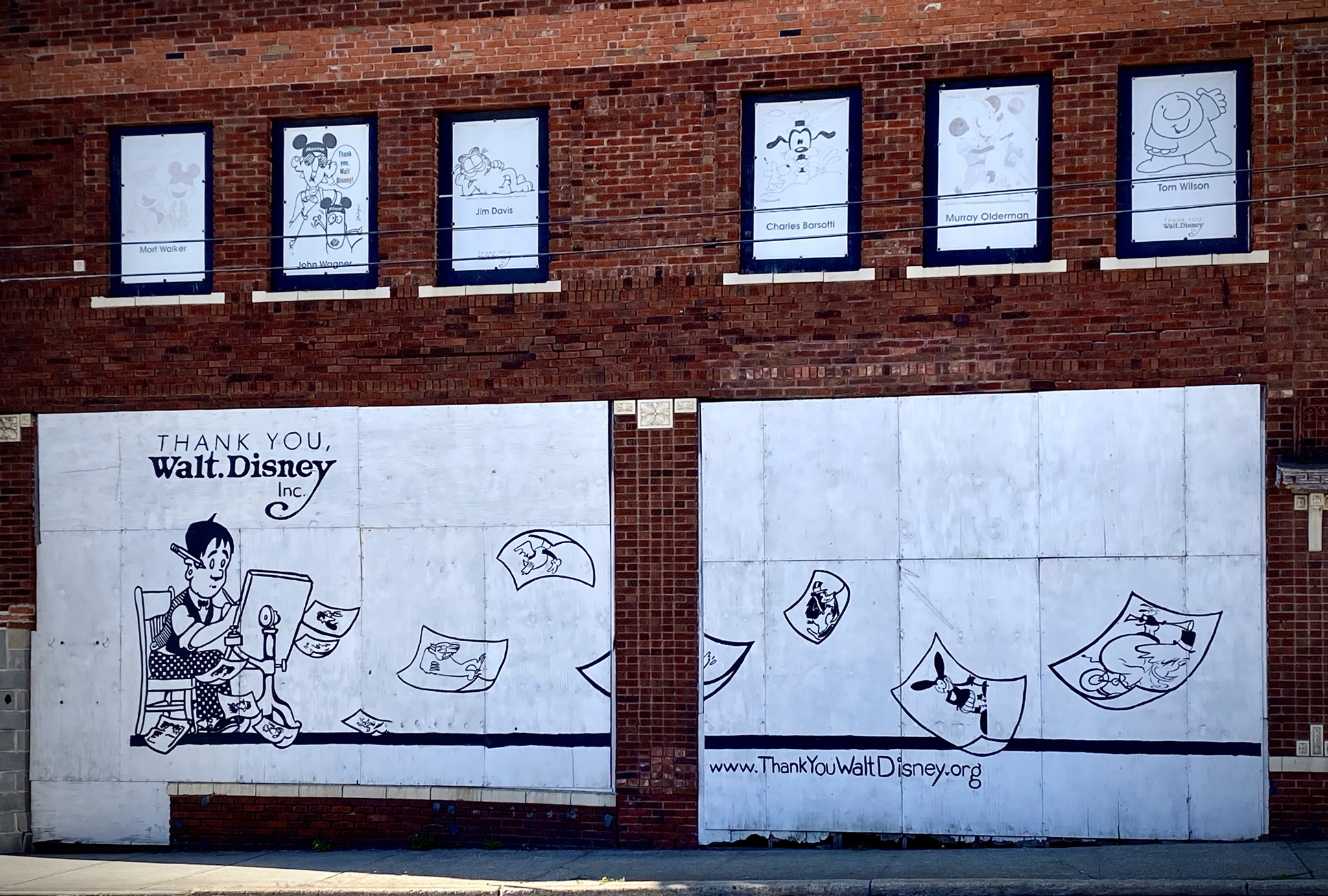
壁にか描かれている「Thank you. Walt Disney Inc」。

1921年、ウォルトは、ミルトン・フェルドから、ニューマン劇場のお笑い劇場と呼ばれる12の漫画を制作する契約を結んだ。ディズニーが20歳の1922年5月23日、ラフォグラム・スタジオは、アイワークス＝ディズニー・コマーシャル・アーティスツの残りの資産を使用して設立された。ラフォグラム・スタジオは、要求された12本の映画のうち9本をほとんど収入なしで制作した。しかし、劇場での短編作品の人気に勇気づけられ、テリートゥーンのイソップ寓話に触発されて、ウォルトはおとぎ話のアニメーション版も作りたいと決心し、赤ずきんでの最初の試みに6ヶ月を費やした。
当時この会社にはアブ・アイワークス、ヒュー・ハーマン、フリッツ・フレレング、カーマン・マクスウェルなどが働いていた。同社は財政的な問題を抱えており、1922年の終わりまで、ウォルトはオフィスに住み、ユニオン駅で週に1回入浴する極貧生活を送っていた。
1922年9月16日、スタジオのセールスマネージャーであるレスリー・メイスが配給会社を探しにニューヨークに滞在中、テネシー州のピクトリアル・クラブス・インクと6つの短編映画の契約を結ぶことになった。ピクトリアはUS$11,000(2023年時点の$200,231と同等)を支払うことに同意した。
学校やその他の劇場以外の場所で上映されるはずだったが、前払いで100ドル受け取り、残りの支払いは、すべての短編が公開された1924年1月1日まで待たなければならなかった。
その後ピクトリアス・クラブス・インクがわずか数か月後に破産しラフォグラム・スタジオは残りの支払いを受け取ることができず、その財政問題はさらに深刻となりスタッフの多くは同社を去った。
しかし、地元のカンザスシティの歯科医のトーマス・B・マクラムがウォルトに、ミズーリ州の学校制度を対象とした歯科衛生についての短い映画を作成する仕事を彼に依頼しトミー・タッカーの歯を制作し、スタジオで$500を獲得した。そのお金は、ヴァージニア・デイビス主演の実写とアニメーションの混ざった映画、アリスの不思議の国に投資された。ウォルトは、フライシャースタジオのインク壺の外へのアニメのキャラクターが実写の世界に行くというのに触発された。このギミックを逆転させ、代わりにアニメの世界で実写のキャラクターを使用することで、彼はヒットを望んでいた。
1923年4月23日、実写のキャラクターのアリスを演じるヴァージニア・デイヴィスの両親と契約を結び、アリスの不思議の国の映画の収益の5％が彼女に与えられた。5月14日にアリスの不思議の国の配給会社を探していたウォルトは、ニューヨークの映画配給会社であるマーガレット・ウィンクラーに手紙を書いた。
アリスの不思議の国の撮影を終えた後、スタジオは1923年7月に第11章破産を申請した。ディズニーはついに、生後6か月の少女Kathalee Vileyと映画を撮影し、彼の映画用カメラを販売して、片道の列車の切符を稼ぎ、未完成のアリスの不思議の国のフィルムを持ってカリフォルニア州ハリウッドに引っ越しディズニー・ブラザーズ・カートゥーン・スタジオ（現在のウォルト・ディズニー・カンパニー）を立ち上げた。
破産管財人は、有料LOGFのエージェントに、絵がLOGFが働くために、その契約上の販売権を行使でき、LOGFの映画のいくつかを購入することに合意しながら負っ合計をLOGFのかつての販売代理店及び債務者、LOFG社を強制することができました：ブレーメンの音楽隊、ジャック・ザ・ジャイアント・キラー、ラッフルズ・シリーズ、アリスの不思議の国。スタジオの建物は崩壊し、「ありがとう、ウォルト・ディズニー」と呼ばれる非営利団体によってそれを復元するための努力がなされた。ディズニーファミリーは、他のディズニーの記念品とカンザスシティでのウォルトディズニーの生活の歴史を伝えるためのマッチングファンド、オリジナルと復元された Laugh-O-gramsスタジオの作品を上映する映画館、人々と子供たちに伝えるための教育センターで45万ドルを約束しましたアニメーションについて、そして建物の中で独自のアニメーションを作る。

## ミッキーマウスへの影響

ミッキーマウスのシルエット

ディズニーは、ミッキーを描くためのインスピレーションは、ミズーリ州カンザスシティのLaugh-O-Gramスタジオにある彼の机の飼いならされたマウスから来たとインタビュアーに語った。
私が夜遅く一人で働いていたとき、彼らは私のゴミ箱の中の小さなチーズのために戦っていた。私はそれらを持ち上げて、机の上のワイヤーケージに入れた。私は特に茶色のハツカネズミ1匹が好きになった。彼は臆病な小さな男だった。鉛筆で鼻を軽くたたくことで、画板に描いた黒い円の中を走るように訓練した。ハリウッドで運試しをするためにカンザスシティを離れたとき、私は彼を置き去りにするのが嫌だった。それで私は彼を慎重に裏庭に運び、それが素敵な近所であることを確認し、そして飼いならされた小さな仲間は自由に駆け寄った。
1928年、ニューヨークへの電車の旅の最中に、彼は妻のリリアンマリーバウンズに絵を見せ、それを「モーティマーマウス」と呼ぶつもりだと言った。彼女はその名前が気取ってように聞こえるから良くないと答え、代わりにミッキーマウスを提案した。

## 作品

### 作品リスト
| 年     | 邦題                       | 原題                             | ノート                                                                                                 |
| ------ | -------------------------- | -------------------------------- | --- |
| 1921年 | ニューマン劇場のお笑い漫画 | Newman Laugh-O-Grams             | ニューマンシアターでしか見られなかった古いニュース映画シリーズのパイロットフィルムで唯一現存している。 |
| 1922年 | 赤ずきん                   | Little Red Riding Hood           | ウォルトディズニーが初めて制作したアニメーション映画。                                                 |
| 1922年 | ブレーメンの音楽隊         | The Four Musicians of Bremen     | |
| 1922年 | ジャックと豆の木           | Jack and the Beanstalk           | |
| 1922年 | 邦題不明                   | Jack the Giant Killer            | |
| 1922年 | 三匹のクマ                 | Goldie Locks and the Three Bears | |
| 1922年 | 長靴をはいた猫             | Puss in Boots                    | |
| 1922年 | シンデレラ                 | Cinderella                       | |
| 1922年 | トミー・タッカーの歯       | Tommy Tucker's Tooth             | 主に実写                                                                                               |
| 1923年 | 邦題不明                   | Martha                           | 失われた映画                                                                                           |
| 1923年 | アリスの不思議の国         | Alice's Wonderland               | 『アリス・コメディ』のパイロットフィルム                                                               |

### 作品の現存状況
1922年に公開された作品のうち、4作品（『赤ずきん』『ブレーメンの音楽隊』『長靴をはいた猫』『シンデレラ』）はフィルムが現存していたため、復元した後に『美女と野獣』（1991）のBlu-rayのボーナスコンテンツとして収録された。のちに『トミー・タッカーの歯』（1922）と『アリスの不思議の国』（1923）も復元され、『アリスの不思議の国』は『ふしぎの国のアリス』（1951）の公開60周年記念版Blu-rayにボーナスコンテンツとして収録された。
ラフォグラム・スタジオで制作された映画は全て、パブリックドメインになっている。
現存していないとされていた作品のうち、1922年に公開された『ジャックと豆の木』『Jack the Giant Killer』『三匹のクマ』の3作品は、アニメーション史研究家デビッド・ゲルシュタインが「複製フィルムが見つかった」と2010年10月14日に発表した。また、研究者のジョン・ケンワーシーがアセットシートを見つけるまで『ジャックの豆の木』と『Jack the Giant Killer』は1つの作品であると思われていた。